# Baosheng, Lushan
Baosheng (kinesiska: 宝盛乡, 宝盛) är en socken i Kina. Den ligger i provinsen Sichuan, i den sydvästra delen av landet, omkring 110 kilometer väster om provinshuvudstaden Chengdu. Antalet invånare är 5 526. Befolkningen består av 2 708 kvinnor och 2 818 män. Barn under 15 år utgör 20,0 %, vuxna 15-64 år 65 %, och äldre över 65 år 13,0 %.
Genomsnittlig årsnederbörd är 1 442 millimeter. Den regnigaste månaden är juli, med i genomsnitt 387 mm nederbörd, och den torraste är januari, med 12 mm nederbörd.